# Boxe nos Jogos Olímpicos de Verão de 2020 - Peso médio feminino
A categoria de peso médio feminino (até 75 kg) do boxe nos Jogos Olímpicos de Verão de 2020 ocorreu entre os dias 28 de julho e 8 de agosto de 2021 no Ryōgoku Kokugikan, em Tóquio. Um total de 16 boxeadoras, cada uma representando seu Comitê Olímpico Nacional (CON), participaram do evento.

## Qualificação
Cada CON poderia inscrever apenas uma boxeadora na categoria de peso. Até 17 vagas estavam disponíveis para o peso médio feminino.

## Formato
As lutas consistem em três rounds de três minutos, com um minuto de intervalo entre os rounds. Um boxeador pode vencer por nocaute ou por pontos. A pontuação é definida como "10 pontos obrigatórios" com cinco juízes marcando cada rodada. Os juízes consideram o "número de golpes acertados nas áreas-alvo, domínio da luta, superioridade técnica e tática e competitividade". Cada juiz determina um vencedor para cada rodada, que recebe 10 pontos para a rodada, e atribui ao perdedor da rodada um número de pontos entre 7 e 9 com base no desempenho. As pontuações do juiz para cada rodada são somadas para dar uma pontuação total para aquele juiz. O boxeador com a pontuação mais alta da maioria dos juízes é o vencedor.

## Calendário
A categoria começou com as oitavas de final em 28 de julho e houve dois dias de descanso antes das quartas de final em 31 de julho. Depois disso, mais cinco dias de descanso até a fase semifinal em 6 de agosto e apenas um dia até a final em 8 de agosto.
| OF | Oitavas de final | QF | Quartas de final | SF | Semifinais | F | Final |

| T | Tarde | N | Noite |

| Data →         | 24 jul | 24 jul | 25 jul | 25 jul | 26 jul | 26 jul | 27 jul | 27 jul | 28 jul | 28 jul | 29 jul | 29 jul | 30 jul | 30 jul | 31 jul | 31 jul | 1 ago | 1 ago | 2 ago | 2 ago | 3 ago | 3 ago | 4 ago | 4 ago | 5 ago | 5 ago | 6 ago | 6 ago | 7 ago | 7 ago | 8 ago | 8 ago |
| Evento ↓       | T      | N      | T      | N      | T      | N      | T      | N      | T      | N      | T      | N      | T      | N      | T      | N      | T     | N     | T     | N     | T     | N     | T     | N     | T     | N     | T     | N     | T     | N     | T     | N     |
| -------------- | ------ | ------ | ------ | ------ | ------ | ------ | ------ | ------ | ------ | ------ | ------ | ------ | ------ | ------ | ------ | ------ | ----- | ----- | ----- | ----- | ----- | ----- | ----- | ----- | ----- | ----- | ----- | ----- | ----- | ----- | ----- | ----- |
| Médio feminino |        |        |        |        |        |        |        |        | OF     | OF     |        |        |        |        | QF     | QF     |       |       |       |       |       |       |       |       |       |       | SF    |       |       |       | F     |       |

## Medalhistas
| Ouro   | GBR Lauren Price                              |
| Prata  | CHN Li Qian                                   |
| Bronze | NED Nouchka Fontijn ROC Zemfira Magomedalieva |

## Resultados
A competição consiste de um torneio de eliminação única. Começa já nas oitavas de final, onde o número de competidoras é reduzido para 8, e assim sucessivamente até se chegar as duas finalistas. Ambas as perdedoras da semifinal recebem medalhas de bronze.
|  | Primeira rodada              | Primeira rodada     |                           |   | Oitavas de final | Oitavas de final |  |  | Quartas de final | Quartas de final |  |  | Semifinal | Semifinal |
|  |                              |                     |                           |   |                  |                  |  |  |                  |                  |  |  |           |           |
|  |                              |                     |                           |   |                  |                  |  |  |                  |                  |  |  |           |           |
|  |                              |                     |                           |   |                  |                  |  |  |                  |                  |  |  |           |           |
|  | GBR Lauren Price             | 5                   |                           |   |                  |                  |  |  |                  |                  |  |  |           |           |
|  | GBR Lauren Price             | 5                   |                           |   |                  |                  |  |  |                  |                  |  |  |           |           |
|  | MGL Mönkhbatyn Myagmarjargal | 0                   |                           |   |                  |                  |  |  |                  |                  |  |  |           |           |
|  | MGL Mönkhbatyn Myagmarjargal | 0                   | GBR Lauren Price          | 5 |                  |                  |  |  |                  |                  |  |  |           |           |
|  |                              |                     | GBR Lauren Price          | 5 |                  |                  |  |  |                  |                  |  |  |           |           |
|  |                              | PAN Atheyna Bylon   | 0                         |   |                  |                  |  |  |                  |                  |  |  |           |           |
|  | AUS Caitlin Parker           | PAN Atheyna Bylon   | 0                         | 0 |                  |                  |  |  |                  |                  |  |  |           |           |
|  | AUS Caitlin Parker           |                     |                           | 0 |                  |                  |  |  |                  |                  |  |  |           |           |
|  | PAN Atheyna Bylon            | 5                   |                           |   |                  |                  |  |  |                  |                  |  |  |           |           |
|  | PAN Atheyna Bylon            | 5                   | GBR Lauren Price          | 3 |                  |                  |  |  |                  |                  |  |  |           |           |
|  |                              |                     | GBR Lauren Price          | 3 |                  |                  |  |  |                  |                  |  |  |           |           |
|  |                              | NED Nouchka Fontijn | 2                         |   |                  |                  |  |  |                  |                  |  |  |           |           |
|  | CAN Tammara Thibeault        | NED Nouchka Fontijn | 2                         | 4 |                  |                  |  |  |                  |                  |  |  |           |           |
|  | CAN Tammara Thibeault        |                     |                           | 4 |                  |                  |  |  |                  |                  |  |  |           |           |
|  | KAZ Nadezhda Ryabets         | 1                   |                           |   |                  |                  |  |  |                  |                  |  |  |           |           |
|  | KAZ Nadezhda Ryabets         | 1                   | CAN Tammara Thibeault     | 0 |                  |                  |  |  |                  |                  |  |  |           |           |
|  |                              |                     | CAN Tammara Thibeault     | 0 |                  |                  |  |  |                  |                  |  |  |           |           |
|  |                              | NED Nouchka Fontijn | 5                         |   |                  |                  |  |  |                  |                  |  |  |           |           |
|  | POL Elżbieta Wójcik          | NED Nouchka Fontijn | 5                         | 1 |                  |                  |  |  |                  |                  |  |  |           |           |
|  | POL Elżbieta Wójcik          |                     |                           | 1 |                  |                  |  |  |                  |                  |  |  |           |           |
|  | NED Nouchka Fontijn          | 4                   |                           |   |                  |                  |  |  |                  |                  |  |  |           |           |
|  | NED Nouchka Fontijn          | 4                   | GBR Lauren Price          | 5 |                  |                  |  |  |                  |                  |  |  |           |           |
|  |                              |                     | GBR Lauren Price          | 5 |                  |                  |  |  |                  |                  |  |  |           |           |
|  |                              | CHN Li Qian         | 0                         |   |                  |                  |  |  |                  |                  |  |  |           |           |
|  | USA Naomi Graham             | CHN Li Qian         | 0                         | 1 |                  |                  |  |  |                  |                  |  |  |           |           |
|  | USA Naomi Graham             |                     |                           | 1 |                  |                  |  |  |                  |                  |  |  |           |           |
|  | ROC Zemfira Magomedalieva    | 4                   |                           |   |                  |                  |  |  |                  |                  |  |  |           |           |
|  | ROC Zemfira Magomedalieva    | 4                   | ROC Zemfira Magomedalieva | 4 |                  |                  |  |  |                  |                  |  |  |           |           |
|  |                              |                     | ROC Zemfira Magomedalieva | 4 |                  |                  |  |  |                  |                  |  |  |           |           |
|  |                              | MOZ Rady Gramane    | 1                         |   |                  |                  |  |  |                  |                  |  |  |           |           |
|  | MOZ Rady Gramane             | MOZ Rady Gramane    | 1                         | 4 |                  |                  |  |  |                  |                  |  |  |           |           |
|  | MOZ Rady Gramane             |                     |                           | 4 |                  |                  |  |  |                  |                  |  |  |           |           |
|  | ECU Érika Pachito            | 1                   |                           |   |                  |                  |  |  |                  |                  |  |  |           |           |
|  | ECU Érika Pachito            | 1                   | ROC Zemfira Magomedalieva | 0 |                  |                  |  |  |                  |                  |  |  |           |           |
|  |                              |                     | ROC Zemfira Magomedalieva | 0 |                  |                  |  |  |                  |                  |  |  |           |           |
|  |                              | CHN Li Qian         | 5                         |   |                  |                  |  |  |                  |                  |  |  |           |           |
|  | IND Pooja Rani               | CHN Li Qian         | 5                         | 5 |                  |                  |  |  |                  |                  |  |  |           |           |
|  | IND Pooja Rani               |                     |                           | 5 |                  |                  |  |  |                  |                  |  |  |           |           |
|  | ALG Ichrak Chaïb             | 0                   |                           |   |                  |                  |  |  |                  |                  |  |  |           |           |
|  | ALG Ichrak Chaïb             | 0                   | IND Pooja Rani            | 0 |                  |                  |  |  |                  |                  |  |  |           |           |
|  |                              |                     | IND Pooja Rani            | 0 |                  |                  |  |  |                  |                  |  |  |           |           |
|  |                              | CHN Li Qian         | 5                         |   |                  |                  |  |  |                  |                  |  |  |           |           |
|  | IRL Aoife O'Rourke           | CHN Li Qian         | 5                         | 0 |                  |                  |  |  |                  |                  |  |  |           |           |
|  | IRL Aoife O'Rourke           |                     |                           | 0 |                  |                  |  |  |                  |                  |  |  |           |           |
|  | CHN Li Qian                  | 5                   |                           |   |                  |                  |  |  |                  |                  |  |  |           |           |
|  | CHN Li Qian                  | 5                   |                           |   |                  |                  |  |  |                  |                  |  |  |           |           |